# ハムシャフリー
ハムシャフリー (ペルシア語: همشهری、『同士市民』を意味する) は、イランでは広く読まれているペルシア語の日刊紙である。

## 歴史と概要
ハムシャフリーは、ゴラームホセイン・カルバスチによって設立され、テヘラン市役所で出版されている。イランでは最初のカラー新聞であり、60ページを超えるクラシファイドで占められている。この新聞は、テヘラン都市圏に限定して配達されている。2006年現在、400,000部を超える発行部数を誇り、これはアメリカ合衆国の日刊紙であるサンフランシスコ・クロニクル，ボストン・グローブ，シカゴ・トリビューンに匹敵する数字である。

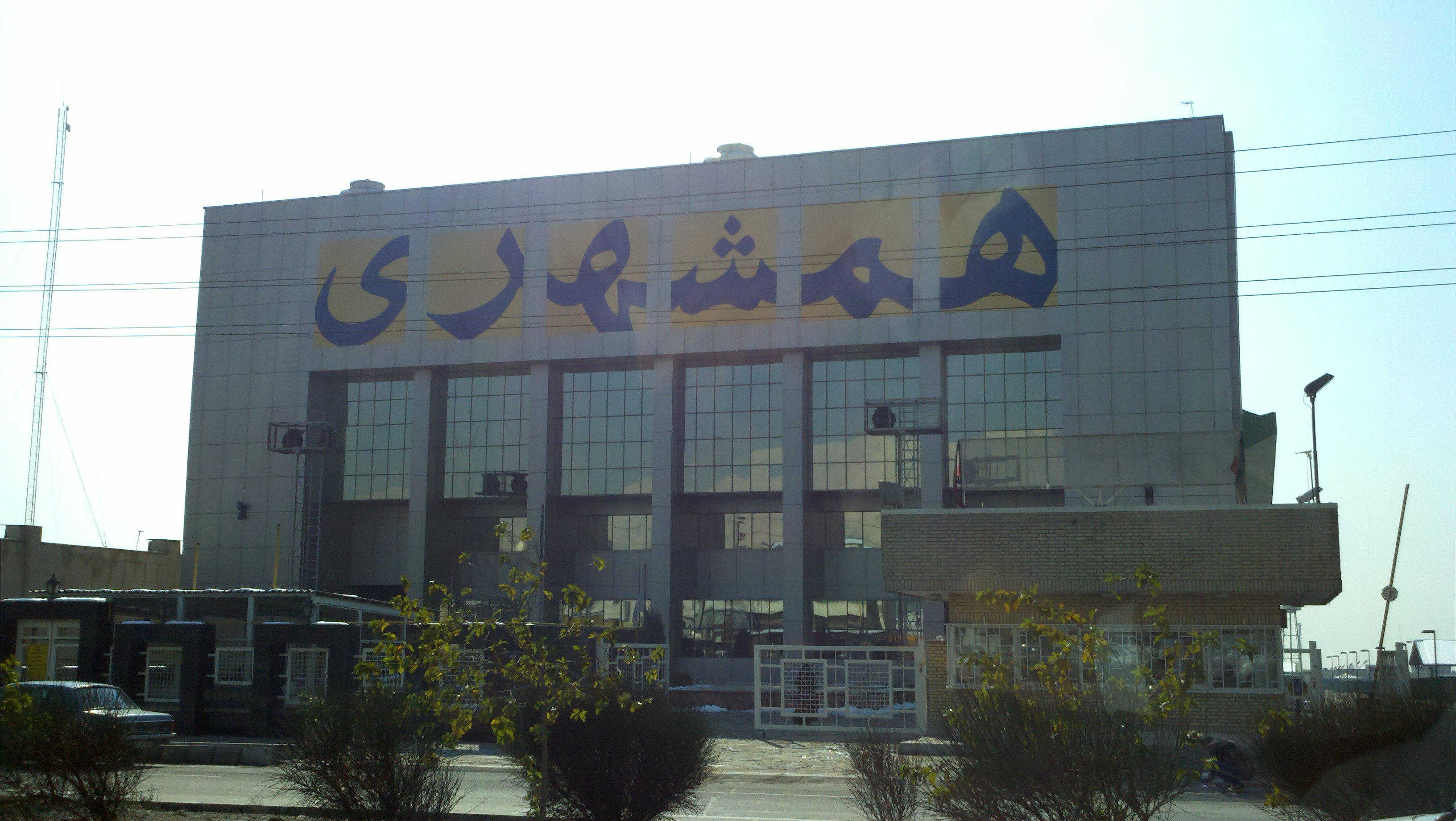
キャラジ-テヘラン通りにあるハムシャフリー本社ビル

1997年のイラン大統領選挙では、前テヘラン市長で新聞を発行していた、ゴラームホセイン・カルバスチがモハンマド・ハータミーの保守派の支持者から訴えられた。選挙で禁止されていた候補者からの政府の補助金を新聞が受け取っていた事が、法律違反と見なされたのである。この事件は最終的に、カラバスチが補助金を着服していたとの疑いが強まり、彼が刑務所に送られる事になった。ハータミーの第2次政権の期間中、ハムシャフリー紙はテヘラン都市圏内での勢力に留まる事を余儀なくされた。

## ムハンマド風刺漫画掲載問題と「ホロコースト風刺画」コンテスト
2006年2月6日、ハムシャフリー紙のグラフィックデザイナーであるファリード・モルタザフィーは、「ホロコースト風刺画」コンテストの開催を宣言し、西側諸国の表現の自由の限界を試すと表明した。「西側諸国では、ホロコーストのようなユダヤ教やイスラエルに関連した特定のトピックについて、ジョークを飛ばしたり議論を交わす事は不可能である」と断言した。このコンテストは2006年11月1日に終了し、モロッコの漫画家であるアブドゥラ・デルカオウイが第1回の大賞を受賞した。このイベントに対し、国際連合事務総長のコフィー・アナン，イスラエル外務省，国境なき記者団，名誉毀損防止同盟等の組織は一斉に非難声明を出した。

## 最近の発行停止
最近では、2009年11月23日 - 11月24日にかけて、イランでは禁止されているバハイ教のロータス・テンプルの画像を出版したとして発行停止命令を受けた。